# Трета оперативна зона на НОВ и ПОМ
Трета оперативна зона на НОВ и ПОМ е създадена с наредба на Главния щаб на народоосвободителната армия и партизанските отряди на Македония от 1943 година. Районът на обхват на зоната включва Велешко, Тиквешко, Гевгелийско и Мориовско. През 1943 г. в района на зоната действат само Тиквешки народоосвободителен партизански отряд „Добри Даскалов“ и Гевгелийски народоосвободителен партизански отряд „Сава Михайлов“. На 24 септември 1943 година в зоната е създаден Народоосвободителния батальон „Страшо Пинджур“ известен още като първи батальон на трета оперативна зона. На 30 октомври 1943 година от части от батальона и нови бойци се създава Втори батальон на трета оперативна зона на НОВ и ПОМ.

## Командване
- Тихомир Милошевски – командир октомври 1944 ?
- Лазар Калайджийски – командир от август 1943; заместник-командир (април-август 1943)
- Никола Минчев – командир (април-август 1943)
- Димитър Ангелов – Габерот – политически комисар (1943)
- Трифон Балкански – политически комисар
- Мито Хадживасилев – заместник-политически комисар
- Петър Пепелюговски – заместник-политически комисар
- Ристо Джунов – ръководител на партийната техника